# Gliese 414
Gliese 414 eller HD 97101, är en dubbelstjärna av en orange dvärg och en röd dvärg i södra delen av stjärnbilden Stora björnen. Primärstjärnan har en skenbar magnitud av ca 8,31 och kräver ett mindre teleskop för att kunna observeras. Baserat på parallax enligt Gaia Data Release 2 på ca 84,17 mas beräknas den befinna sig på ett avstånd av 38,7 ljusår (ca 11,9 parsec) från solen. Den rör sig närmare solen med en heliocentrisk radialhastighet av ca -16 km/s. Primärstjärnan har två kända exoplaneter.

## Egenskaper
Primärstjärnan Gliese 414 A är en orange dvärgstjärna i huvudserien av spektralklass K7 V. Den har en massa av ca 0,65 solmassa, en radie av ca 0,68 solradie och utsänder energi från dess fotosfär motsvarande ca 0,119 gånger solen vid en effektiv temperatur av ca 4 100 K.
Följeslagaren Gliese 412 B är en röd dvärgstjärna i huvudserien av spektralklass M2 V. Den har en massa av ca 0,54 solmassa, en radie av ca 0,55 solradie och utsänder energi från dess fotosfär motsvarande ca 0,05 gånger solen vid en effektiv temperatur av ca 3 700 K. Till skillnad från primärstjärnan har Gliese 412 B ingen känd exoplanet i omlopp.

## Planetsystem
Primärstjärnan, Gliese 414 A, omkretsas av två exoplaneter. De upptäcktes 2020 genom analys av data om radiell hastighet från Kecks HIRES-instrument och Automated Planet Finder vid Lick Observatory, såväl som fotometriska data från KELT.
Den innersta planeten, Gliese 414 Ab, kretsar kring stjärnan på ett genomsnittligt avstånd av 0,23 astronomiska enheter, vilket gör den nära den optimistiska beboeliga zonen. Dess bana är excentrisk (e = 0,45), vilket gör att avståndet från stjärnan varierar från 0,13 till 0,34 AE, och dess jämviktstemperatur beräknas till 36 °C. Med en minimimassa på 7,6 jordmassor, har den sannolikt ett betydande flyktigt hölje, vilket är en dålig förutsättning för beboelighet.
Den yttersta planeten, Gliese 414 Ac, är en superneptunus som kretsar kring stjärnan på ett avstånd av 1,4 astronomiska enheter, vilket gör den till en iskall planet, med en jämviktstemperatur på cirka -150 °C. Den är en bra kandidat för framtida direktavbildningsuppdrag.
| Planet | Massa               | Halv storaxel (AE) | Siderisk omloppstid (d) | Excentricitet      | Inklination | Radie              |
| ------ | ------------------- | ------------------ | ----------------------- | ------------------ | ----------- | ------------------ |
| b      | 7,6 +2,44−2,19 M🜨   | 0,232 ± 0,01       | 50,8 +0,01−0,26         | 0,45 ± 0,19        | -           | 2,63 +1,22−0,85 R🜨 |
| c      | 53,83 +9,18−8,58 M🜨 | 1,4 ± 0,055        | 749,83 +4,35−3,63       | 0,105 +0,110−0,703 | -           | 8,4 +3,6−2,5 R🜨    |